# Лейтон Містер
Ле́йтон Марі́сса Мі́стер (англ. Leighton Marissa Meester) — американська акторка, співачка, авторка пісень та композиторка. Прославилась після ролі Блер Волдорф у молодіжному телесеріалі «Пліткарка». У 2010 році з'явилась у драмі «Любов мене не зрадить», у 2011 —  у трилерах «Сусідка», «Монте Карло».

## Біографія
Містер — голландське прізвище, яке означає "магістр" або "вчитель". Її батьки, Констанція та Даг, входили до групи, яка займалась контрабандою марихуани з Ямайки в США. Вони були заарештовані за участь у контрабандній діяльності. До початку судового процесу вони були звільнені під заставу, в цей час мати Лейтон завагітніла. Пізніше її засудили на 10 років позбавлення волі у в'язниці штату Техас. 
Лейтон Містер народилась 9 квітня 1986 року в лікарні Техасу, куди її матір доправили під час переймів. Через три місяці після пологів мати повернулась до в'язниці, щоб продовжити відбувати покарання. В цей час за Лейтон доглядала бабуся. Провівши у в'язниці 16 місяців, її мати була достроково звільнена та почала жити з дочкою.
Містер стверджувала, що її батьки дали їй нормальне виховання і, незважаючи на кримінальне минуле, вони хороші люди з досвідом, що лише зробив їх більш відкритими і неупередженими. «Це змусило мене усвідомити, що ви не можете засудити будь-кого, особливо ваших батьків за те, що вони зробили у своєму минулому, тому що люди змінюються».
Лейтон виросла у Марко-Айленд, штат Флорида, де брала участь в постановках в місцевому театрі. 

## Кар'єра
Коли Лейтон було 11 років, вона разом зі своєю тіткою переїхала до Нью-Йорка та почала працювали моделлю в «Wilhelmina», потім працювала з фотографкою Софією Копполою. Також вона багато знімалась у рекламі, включаючи іграшки Тамагочі та «Clearasil». На телебаченні дебютувала у серіалі «Закон і порядок» роллю подруги жертви вбивства. У 14 років Лейтон переїхала до Лос-Анджелеса, Каліфорнія, у пошуках стабільної роботи, та почала відвідувати Hollywood High School та Beverly Hills High School, проте наприкінці навчання перейшла до маленької приватної школи, яку закінчила на рік раніше.

### Акторська діяльність

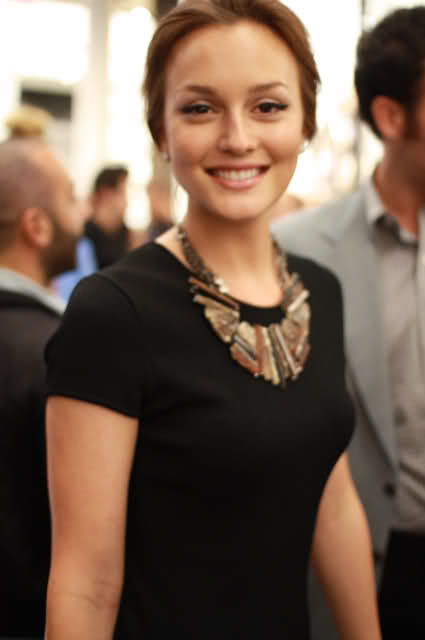
На відкриття магазину Chanel's SoHo у вересні 2010

Після телевізійного дебюту в 1999 в ролі Аліси Тернер у серіалі «Закон і порядок» з'явилась ще у двох епізодах, перед тим як отримала першу велику роль у фільмі «Прокляття ката», заснований на бестселері Френка Перетті. Містер також з'явилася в серіалі «Тарзан», який тривав всього вісім епізодів. Мала епізодичні ролі у серіалах «Розслідування Джордан» (або ж «Мертві не брешуть»), «8 простих правил», «Вероніка Марс», «24», «Сьоме небо» та «Антураж».
У 2005 році Містер отримала роль Савани Беннет у серіалі «Поверхня». Вона також з'явилась у двох фільмах 2006 року: «Розквіт» та «Всередині». Грала в «Числах» і в двох епізодах «House M.D.», як Елі, молода дівчина, яка закохалась в Хауза.
Після ролей у «C.S.I.: Miami», «Акули» та головної жіночої ролі у трилері «Закусочна смерті», Містер пройшла кастинг на роль Блер Волдорф у молодіжній драмі каналу CW «Пліткарка». Телесеріал заснований на книгах Сесіль фон Зігесар про життя нью-йоркської золотої молоді верхнього іст-сайду. Її виконання ролі Блер отримало найбільше схвалення критиками з-поміж усього серіалу, а також вона отримала схвалення преси за її гардероб.
|  | Блер говорить і робить такі речі, на які я б ніколи не наважилась. Вона увесь час на крок попереду мене справжньої. |

Містер зіграла головну роль у телевізійному фільмі «Примари у жіночому гуртожитку», а також з'явилася у комедійній драмі «Приголомшення» та  трилері «Зимові мерці».
Містер зіграла епізодичні ролі у комедіях 2010 року «Божевільне побачення» та «На відстані кохання». У 2010 році вийшов фільм «Любов мене не зрадить», у якому Містер зіграла одну з головних жіночих ролей.
У 2011 році на екранах з'явився трилер «Сусідка», та молодіжна комедія «Монте Карло», де актриса зіграла головні жіночі ролі. Також у 2011 року вийшов фільм «Любовна халепа» за участю актриси, де її партнером на знімальному майданчику був Х'ю Лорі(даний фільм з'явиться в Україні у 2012 році).
Лейтон приєдналася до знімальної групи комедійного фільму «Це мій хлопчик», де гратиме з Адамом Сендлером, Енді Сембергом та Майло Вентімілья, який вийде влітку 2012 року. Також у цьому році планується вихід фільм «Невловимі ковбойки Ноттінгему, Техас», де вона зіграє головну роль з Ембер Герд.

### Музична кар'єра
У квітні 2009 року Лейтон Містер підписала контракт зі студією звукозапису Universal Republic. Перший офіційний синг "Somebody To Love", за участю R&B співака Робіна Тікі з'явився на радіо 13 жовтня 2009 року. Її другий сингл "Your Love's a Drug" вийшов 30 березня 2010 року.
Містер заспівала з Cobra Starship у пісні "Good Girls Go Bad", яка досягла 7 місця у чарті Білборд Hot 100. Для свого фільму «Любов мене не зрадить», вона записала такі пісні: "Words I Couldn't Say" Раскаль Флетс та "A Little Bit Stronger" Сари Еванс, які стали саундтреками до фільму; промо сингл "Summer Girl"; та дует з Гаретом Гедлунґом що отримав назву "Give In To Me".

## Особисте життя
У 2008 — 2010 році зустрічалась з актором Себастіаном Стеном.
Наприкінці липня 2011 року стало відомо, що Містер подала позов до суду на свою матір Констанцію Містер. Вона щомісяця виплачувала безробітній матері 7500 $ для забезпечення та лікування її молодшого брата Лекса. Містер стверджує, що її мати витрачала ці гроші виключно на власні потреби.
Проживає в Лос-Анджелесі. У листопаді 2013 року вона заручилася з актором Адамом Броуді, з яким у березні 2010 року знімалася у фільмі «Любовна халепа». Пара одружилася на приватній церемонії 15 лютого 2014 року. Їхня перша дитина, дочка Арло , народилася 4 серпня 2015 р. У квітні 2020 р. Повідомила, що пара чекає другу дитину. У вересні 2020 року Броуді підтвердив, що у них народилася друга дитина син. У січні 2025 року їхній дім був знищений лісовою пожежею.

## Фільмографія
| Рік       |   | Українська назва                     | Оригінальна назва                                    | Роль              |
| --------- | - | ------------------------------------ | ---------------------------------------------------- | ----------------- |
| 1999      | с | Закон і порядок                      | Law & Order                                          | Алісса Тернер     |
| 2001      | с | Бостонская школа                     | Boston Public                                        | Сара Брін         |
| 2002      | с | Once and Again                       | Once and Again                                       | Аманда            |
| 2002      | с | Сімейна справа                       | Family Affair                                        | Ірен              |
| 2003      | ф | Великий широкий світ Карла Леємка    | The Big Wide World of Carl Laemke                    | Тенні             |
| 2003      | ф | The Jackalope                        | The Jackalope                                        | Лоррейн           |
| 2003      | ф | Прокляття ката                       | Hangman's Curse                                      | Еліша Спрінгфілд  |
| 2003      | с | Тарзан                               | Tarzan                                               | Ніккі Портер      |
| 2004      | ф | Hollywood Division                   | Hollywood Division                                   | Мішель            |
| 2004      | с | Розслідування Джордан                | Crossing Jordan                                      | Мері Странд       |
| 2004      | с | Сьоме небо                           | 7th Heaven                                           | Кендалл           |
| 2004      | с | Північне узбережжя                   | North Shore                                          | Вероніка Фаррелл  |
| 2005      | с | 24 (телесеріал)                      | 24                                                   | Деббі Пендлетон   |
| 2005      | с | The After Party                      | The After Party                                      | Нікки             |
| 2005      | с | Вероніка Марс                        | Veronica Mars                                        | Керрі Бішоп       |
| 2006      | с | Monster Allergy                      | Monster Allergy                                      | Поппі             |
| 2005—2006 | с | Таємниці маленького містечка         | Secrets of a Small Town                              | Кайла Родс        |
| 2006      | ф | Розквіт                              | Flourish                                             | Люсі Ковнер       |
| 2006      | ф | Всередині                            | Inside                                               | Джози             |
| 2006      | с | 4исла                                | Numb3rs                                              | Карен Камден      |
| 2006      | с | Доктор Хаус                          | House M.D.                                           | Али               |
| 2007      | с | C.S.I.: Місце злочину Маямі          | CSI: Miami                                           | Гізер Кроулі      |
| 2007      | ф | Закусочна смерті                     | Drive Thru                                           | Макензі Карпентер |
| 2007      | с | Акула                                | Shark                                                | Меган             |
| 2007      | ф | Remember the Daze                    | Remember the Daze                                    | Торі              |
| 2007      | ф | Примари у жіночому гуртожитку        | The Haunting of Sorority Row                         | Саманта Віллоуз   |
| 2008      | ф | Зимові мерці                         | Killer Movie                                         | Джейні Генсен     |
| 2004—2008 | с | Антураж                              | Entourage                                            | Жюстін Чапен      |
| 2010      | ф | Божевільне побачення                 | Date Night                                           | Кеті              |
| 2010      | ф | На відстані кохання                  | Going the Distance                                   | Емі               |
| 2010      | ф | Любов мене не зрадить                | Country Strong                                       | Чайлс Стентон     |
| 2011      | ф | Сусідка                              | The Roommate                                         | Ребекка Еванс     |
| 2011      | ф | Монте-Карло                          | Monte Carlo                                          | Мері «Мег» Келлі  |
| 2011      | ф | Любовна халепа                       | The Oranges                                          | Ніна Острофф      |
| 2007—2012 | с | Пліткарка                            | Gossip Girl                                          | Блер Волдорф      |
| 2012      | ф | Мій пацан                            | That's my Boy                                        | Джеймі            |
| 2012      | ф | Невловимі ковбойки Ноттінгему, Техас | The Uncatchable Cowgirl Bandits of Nottingham, Texas |                   |
| 2014      | ф | Партнери                             | Life Partners                                        | Саша Вейсс        |
| 2014      | ф | Суддя                                | The Judge                                            | Карла             |
| 2017      | с | Творити історію                      | Making History                                       | Дебора Ревір      |
| 2018      | с | Остання людина на Землі              | The Last Man on Earth                                | Зої               |
| 2018      | с | Самотні батьки                       | Single Parents                                       | Енджі Д'Амато     |
| 2019      | с | Орвілл                               | Making History                                       | Лора Гаґґінз      |
| 2022      | ф | Незабутні вихідні                    | The Weekend Away                                     | Бет               |
| 2025      | с | Мисливиці                            | The Buccaneers                                       | Нелл (2 серії)    |